# Fixador
Em perfumaria, um fixador é uma substância natural ou sintética utilizada para reduzir a velocidade de evaporação, aumentar a intensidade do odor e melhorar a estabilidade quando adicionado a componentes mais voláteis. Isto permite que o produto final dure mais tempo, mantendo as fragrâncias originais. Os fixadores são matérias-primas para a indústria de perfumes.